# Brainscan - Il gioco della morte
Brainscan - Il gioco della morte (Brainscan) è un film del 1994 diretto da John Flynn.

## Trama
Michael Bower è un sedicenne introverso, traumatizzato dalla morte della madre e col padre sempre assente, appassionato di elettronica e film horror. È anche gestore dell’horror club nella sua scuola, mal visto dal pedante preside Fromberg. Un giorno scopre con l'amico Kyle un nuovissimo videogioco che sfrutta l'ipnosi per trascinare i giocatori nella più terrificante esperienza immaginabile: Brainscan (letteralmente ‘scansione cerebrale’). La presentazione del gioco afferma “Entrate nel gioco che si rivelerà più vero della realtà.[…] La più spaventosa esperienza con cui tu abbia mai avuto il dispiacere di venire a contatto. Quel che rende “Brainscan” unico è l'interfaccia col tuo subcosciente; tu ci dai l'ispirazione e noi ci occupiamo del resto”.
Michael, sebbene disilluso dai tanti giochi virtuali provati, ordina Brainscan. Riceve un CD per posta e lo avvia la sera stessa, mentre Kimberly, la ragazza delle sue fantasie, sta dando una festa nel giardino di fianco a casa sua. Viene informato che dovrà superare quattro prove, contenute in altrettanti CD, prima dello scadere del tempo. Nella prima deve agire come un assassino, uccidendo uno sconosciuto. Trasportato apparentemente in una realtà virtuale, Micheal riesce nell’intento e rimane entusiasta dell’esperienza vissuta, tuttavia, poco dopo essersi risvegliato dall’ipnosi, scopre che l’omicidio è avvenuto realmente, proprio come nel gioco. Sull’omicidio inizia a indagare il detective Hayden, che nutre subito sospetti su Michael.
Terrorizzato, Michael decide di non usare più Brainscan e litiga con Kyle quando l’amico gli chiede di provare il gioco. Tuttavia Trickster, il “demone” virtuale padrone del gioco, si materializza nella sua stanza e lo costringe a giocare ancora, consegnandogli il secondo CD e informandolo che nella seconda prova dovrà eliminare un possibile testimone dell’omicidio. Prima di iniziare, Michael si riprende con una telecamera per scoprire se sia rimasto immobile durante il gioco. Stavolta alla fine della prova Michael non ricorda nulla, ma scopre di essersi effettivamente alzato in stato di ipnosi e, subito dopo, capisce di aver ucciso Kyle, trovando il suo ciondolo insanguinato nel frigorifero. 
Mentre Hayden si avvicina sempre di più a Michael, Trickster gli dice che l’unico modo per uscirne pulito è completare il gioco e, dopo avergli consegnato il CD, gli promette che nella prova successiva dovrà solo far sparire le sue impronte. Michael procede ma, per una serie di circostanze, altre persone rimangono uccise. Infine Trickster informa Michael che nella prova finale dovrà uccidere Kimberly, in quanto testimone delle sue azioni. Michael entra nella sua stanza ma, rifiutandosi di farle male, Trickster gli rivela di essere la sua controparte malvagia e lo possiede, cercando di costringerlo. Durante la colluttazione, Kimberly si sveglia e Michael scopre che la ragazza era interessata a lui da molto tempo. Questo gli dà la forza necessaria per liberarsi della sua parte malvagia. Trickster apre però la porta della stanza facendo entrare Hayden, che spara a Michael uccidendolo.
Michael si risveglia allora nella sua stanza, scoprendo che tutte le persone uccise nel gioco sono in realtà vive e che tutto quanto accaduto da quando ha iniziato a giocare la prima volta è stata solo una bruttissima illusione. Incontra Kyle, che lo mette in guardia su Brainscan dicendo che è un gioco pericolosissimo e trova finalmente il coraggio di chiedere a Kimberly di uscire con lui. Il giorno dopo, mostra Brainscan al preside Fromberg per l'horror club, il quale gli promette di visionarlo, mentre Trickster appare e gli sorride con complicità.

## Titolo
Il videogioco presentato nella trama, che dà anche titolo al film, è ispirato al videogioco per computer Brainwaves; distribuito in Europa con il titolo Brainscanners dopo il successo riscosso dal film.

## Distribuzione
Il film uscì nelle sale cinematografiche statunitensi il 22 aprile 1994.

## Colonna sonora
- 1. Grease Box - Tad
- 2. Under My Skin - Dandelion
- 3. Shapes - Alcohol Funnycar
- 4. Welcome to this World - Primus
- 5. Freak Now - Old
- 6. Make it Now - Mudhoney
- 7. Leave Me Alone - Butthole Surfers
- 8. Triad - Pitchshifter
- 9. Thunder Kiss '65 - White Zombie
- 10. Riverboat - Stuttering John
- 11. Main Title - George S. Clinton

La traccia sonora nel CD di Trickster è Welcome to this World dei Primus.

## Riferimenti
- In entrambe le stanze di Kyle e Kimberly si vede il manifesto degli Aerosmith in Get a Grip, dove Edward Furlong compare nel video Livin' on the Edge.